# Valériya Sorókina
Valériya Mijáilova Sorókina –en ruso, Валерия Михайловна Сорокина– (Reshetija, URSS, 29 de marzo de 1984) es una deportista rusa que compitió en bádminton, en la modalidad de dobles.
Participó en los Juegos Olímpicos de Londres 2012, obteniendo una medalla de bronce en la prueba de dobles (junto con Nina Vislova). Ganó tres medallas en el Campeonato Europeo de Bádminton entre los años 2008 y 2012.

## Palmarés internacional
| Juegos Olímpicos   | Juegos Olímpicos         | Juegos Olímpicos  | Juegos Olímpicos |
| Año                | Lugar                    | Medalla           | Prueba           |
| ------------------ | ------------------------ | ----------------- | ---------------- |
| 2012               | Londres (Reino Unido)    | Medalla de bronce | Dobles           |
| Campeonato Europeo |                          |                   |                  |
| Año                | Lugar                    | Medalla           | Prueba           |
| 2008               | Herning (Dinamarca)      | Medalla de bronce | Dobles           |
| 2010               | Mánchester (Reino Unido) | Medalla de oro    | Dobles           |
| 2012               | Karlskrona (Suecia)      | Medalla de bronce | Dobles           |